# James Pollard Espy

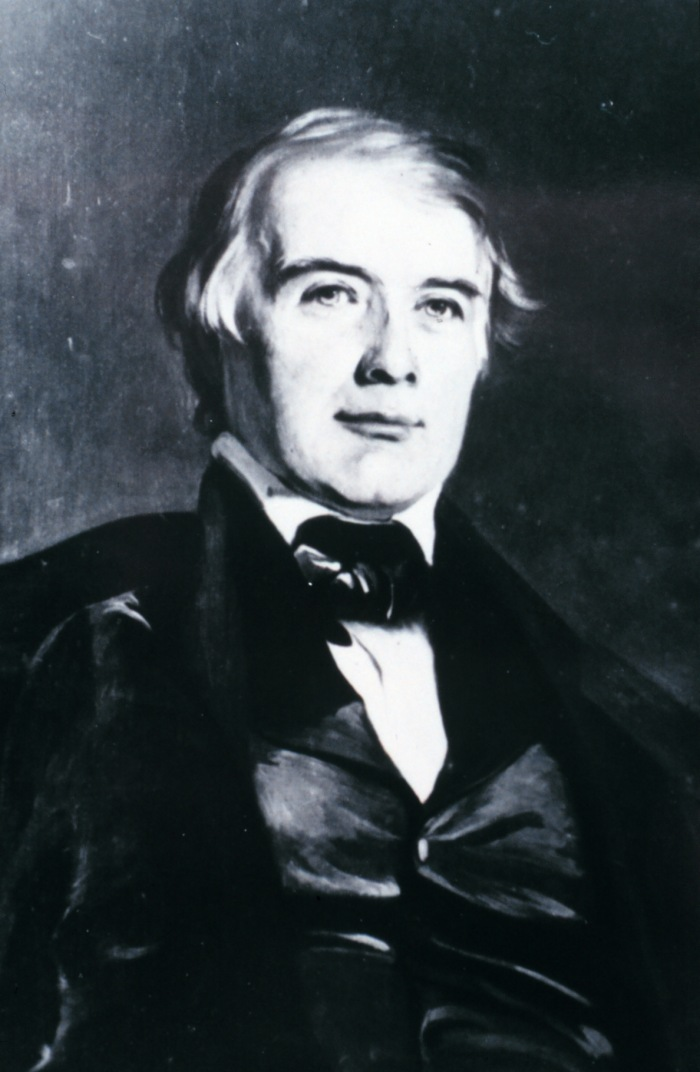
James Pollard Espy

James Pollard Espy (* 9. Mai 1785 in Westmoreland County, Pennsylvania; † 24. Januar 1860 in Cincinnati, Ohio) war ein US-amerikanischer Meteorologe.

## Leben und Werk
James Espy wurde 1785 als jüngstes von zehn Kindern der Presbyterianer Elizabeth Patterson und Josiah Espy, einem Bauern, geboren. Während seiner Kindheit zog die Familie zuerst nach Kentucky und später nach Ohio um. Im Alter von 18 Jahren wurde Espy Student an der Transylvania University in Lexington, Kentucky. Er machte seinen Abschluss in Rechtswissenschaft (englisch Law), wurde als Anwalt vor Gericht zugelassen und praktizierte von 1814 bis 1817 in Xenia, Ohio. Vorher hatte er 1812 Margaret Pollard geheiratet und nahm ihren Nachnamen als seinen zweiten Nachnamen an. 1817 nahm er eine Teilzeitstelle als Lehrer im Franklin Institute in Philadelphia an.
Beeindruckt von den meteorologischen Schriften von John Dalton und John Frederic Daniell begann er, eigene Experimente durchzuführen und Theorien zu entwickeln. Im Jahr 1830 erklärte er, dass aufsteigende Luft sich durch Expansion abkühlt, und widmete sich ab etwa diesem Jahr hauptsächlich der Meteorologie, beispielsweise der Entstehung von Regen, Wirbelstürmen, Polarlicht oder Gezeiten. Er untersuchte bekannte Phänomene wie die Wolkenbildung an Bergketten und erklärte sie anhand seiner Theorien. Seine Arbeiten waren am Franklin Institute zwar anerkannt, aber keineswegs unumstritten. Unter anderem kritisierte er Beobachtungen und Theorien des Meteorologen William Charles Redfield in einem anonymen Beitrag im Januar 1834, woraus sich eine langjährige unversöhnliche Debatte entwickelte, die der Historiker Peter Moore als „Zermürbungskrieg“ bezeichnete.

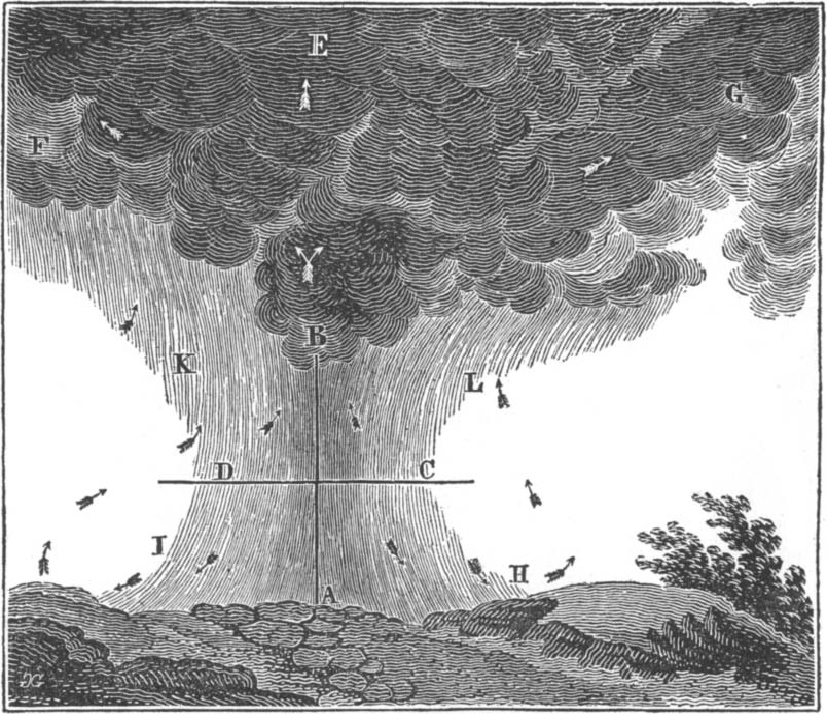
Holzschnitt von 1836, um die Entstehung von Stürmen zur erläutern

Mit großem Einsatz versuchte Espy, die Beobachtungsmethoden zu systematisieren, beispielsweise mit einheitlichen Formularen. 1834 etablierte er das Joint Committee on Meteorology als Kooperation von Franklin Institute und American Philosophical Society, welches unter seiner Leitung ein Netz von Stationen zur Sturmbeobachtung aufbaute. Erste Beschreibungen von Stürmen sorgten dafür, dass der Staat Pennsylvania 4000 US-Dollar zur Verfügung stellte, um in jedem County einen Mann mit Barometer, Thermometer und Niederschlagsmesser auszustatten. Dabei war Espy einer der ersten, der den Telegraphen für die Sammlung meteorologischer Beobachtungen nutzte. 1838 forderte Espy den Kongress auf, einen nationalen Wetterservice einzuführen – es war das erste Mal, dass die Meteorologie in den Aufzeichnungen des Kongresses auftaucht.

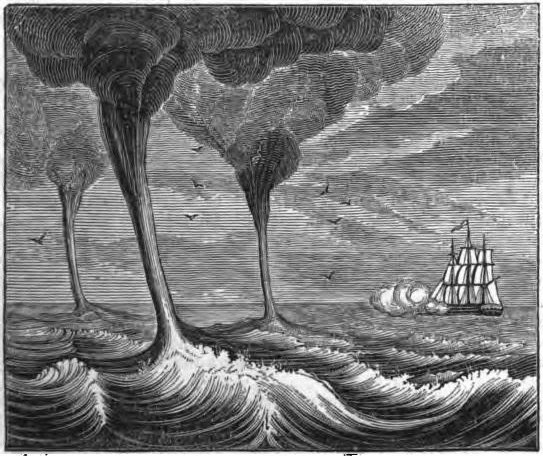
Illustration aus dem Buch The Philosophy of Storms, 1841.

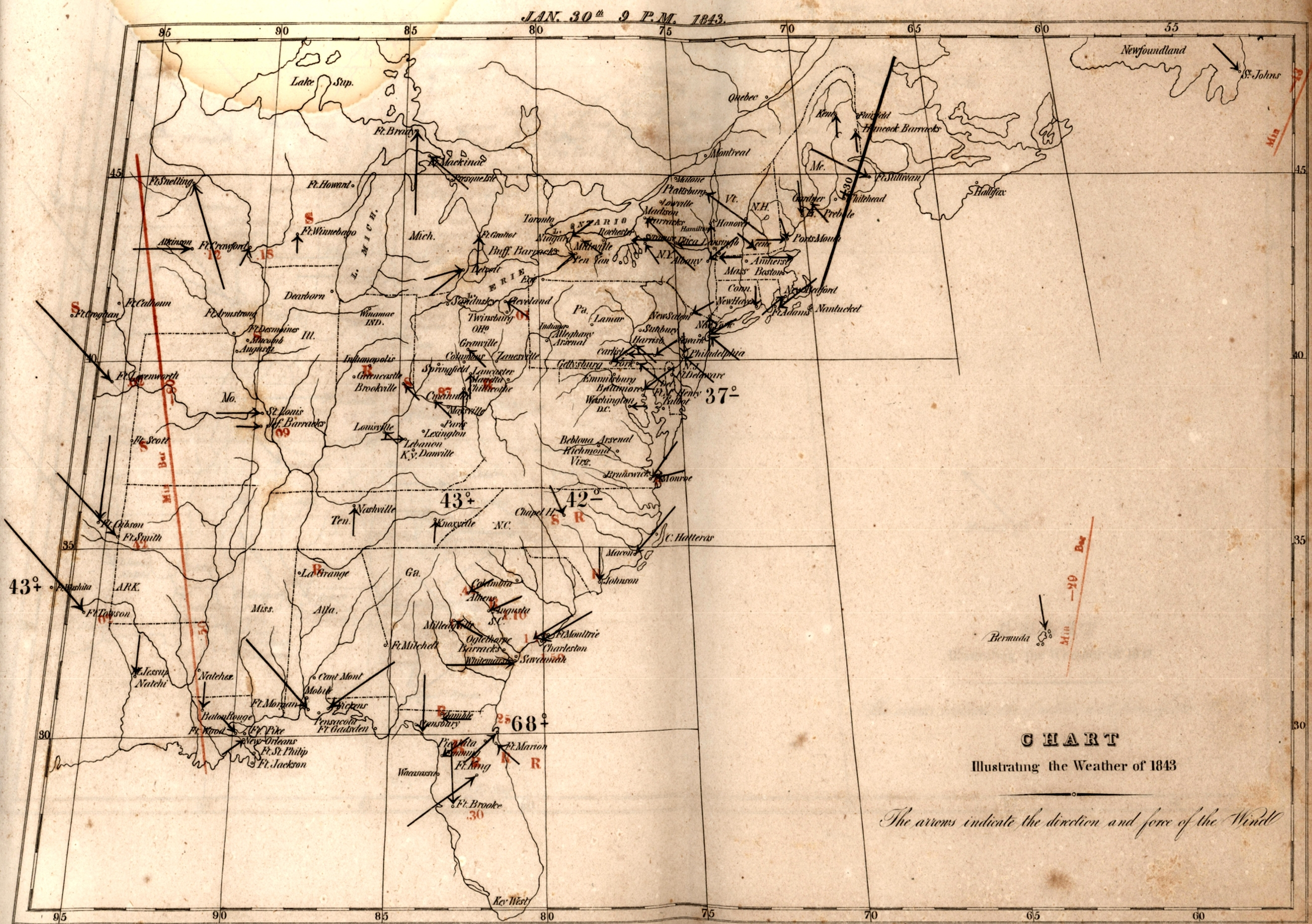
Espy erstellte für die U.S. Army die erste Serie von Wetterkarten der Vereinigten Staaten, hier der Südosten am 30. Januar 1843.

Im Jahr 1836 erhielt er die Magellanic Premium der American Philosophical Society für seine Theory of rain. Ende der 1830er-Jahre trat er an den Kongress heran mit der Behauptung, durch Brandrodung Regen erzeugen zu können (Pyrocumulus). Der Plan rief Begeisterung und Entsetzen zugleich hervor – Espy setzte dadurch seinen Ruf aufs Spiel. Sein 1839 gestellter Antrag auf Finanzierung eines größeren Experiments wurde abgelehnt, was auch auf die schlechte Kassenlage wegen der Wirtschaftskrise von 1837 zurückzuführen ist. 1840 ging er nach Europa, um seine Theorien der Sturmentstehung u. a. bei der British Association for the Advancement of Science und der französischen Académie des sciences vorzustellen. Dabei wird François Arago das folgende Zitat zugeschrieben: „England hat seinen Newton, Frankreich seinen Cuvier und Amerika seinen Espy.“ 1841 erschien Espys The Philosophy of Storms und er wurde corresponding member der Smithsonian Institution.
1843 wurde er vom Kriegsministerium der Vereinigten Staaten eingestellt, um seine meteorologischen Forschungen fortzuführen. Dabei erstellte er die erste Serie von Wetterkarten für die Vereinigten Staaten sowie bis 1857 vier meteorologische Berichte. Nachdem Joseph Henry 1846 erster Sekretär der Smithsonian Institution geworden war, arbeiteten Espy und Henry gemeinsam daran, ein Netzwerk von freiwilligen Wetterbeobachtern aufzubauen.

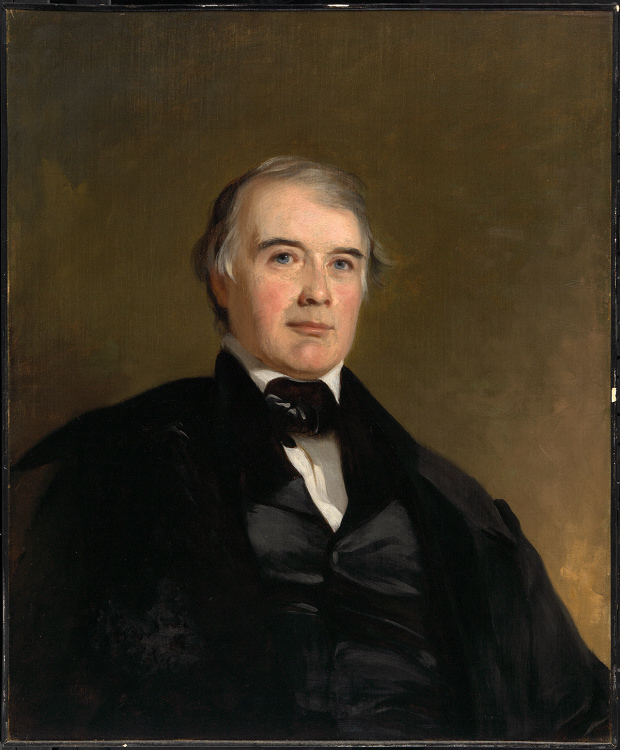
Espy gemalt von Thomas Sully, Öl auf Canvas, 1849

Espy gelang es, erstmals die Thermodynamik der Wolkenbildung weitgehend korrekt zu beschreiben, indem er die Rolle der latenten Wärme bei der Kondensation (heutiger Fachbegriff der Thermodynamik: Kondensationsenthalpie) berücksichtigte. Zudem entwickelte er eine Theorie der Konvektion und die erste Beschreibung des Land-See-Windsystems.
Espys Stil war laut Peter Moore „nicht nur kühn, sondern hatte auch etwas Großspuriges“, er sei gegenüber der damals üblichen „kultivierten Höflichkeit“ im akademischen Diskurs „mitunter giftig und herablassend“ gewesen. Alexander Dallas Bache beschrieb ihn kurz nach seinem Tod als geselligen Menschen voller Bonhomie (Gutmütigkeit) und Enthusiasmus. Wegen seiner Suche nach den Ursachen der Tornados wurde er in der Öffentlichkeit, beispielsweise von Reportern, auch als „Storm King“ bezeichnet.
Espy starb kinderlos am 24. Januar 1860 in Cincinnati. Seine Frau war bereits im Jahr 1850 verstorben.

## Publikationen (Auswahl)

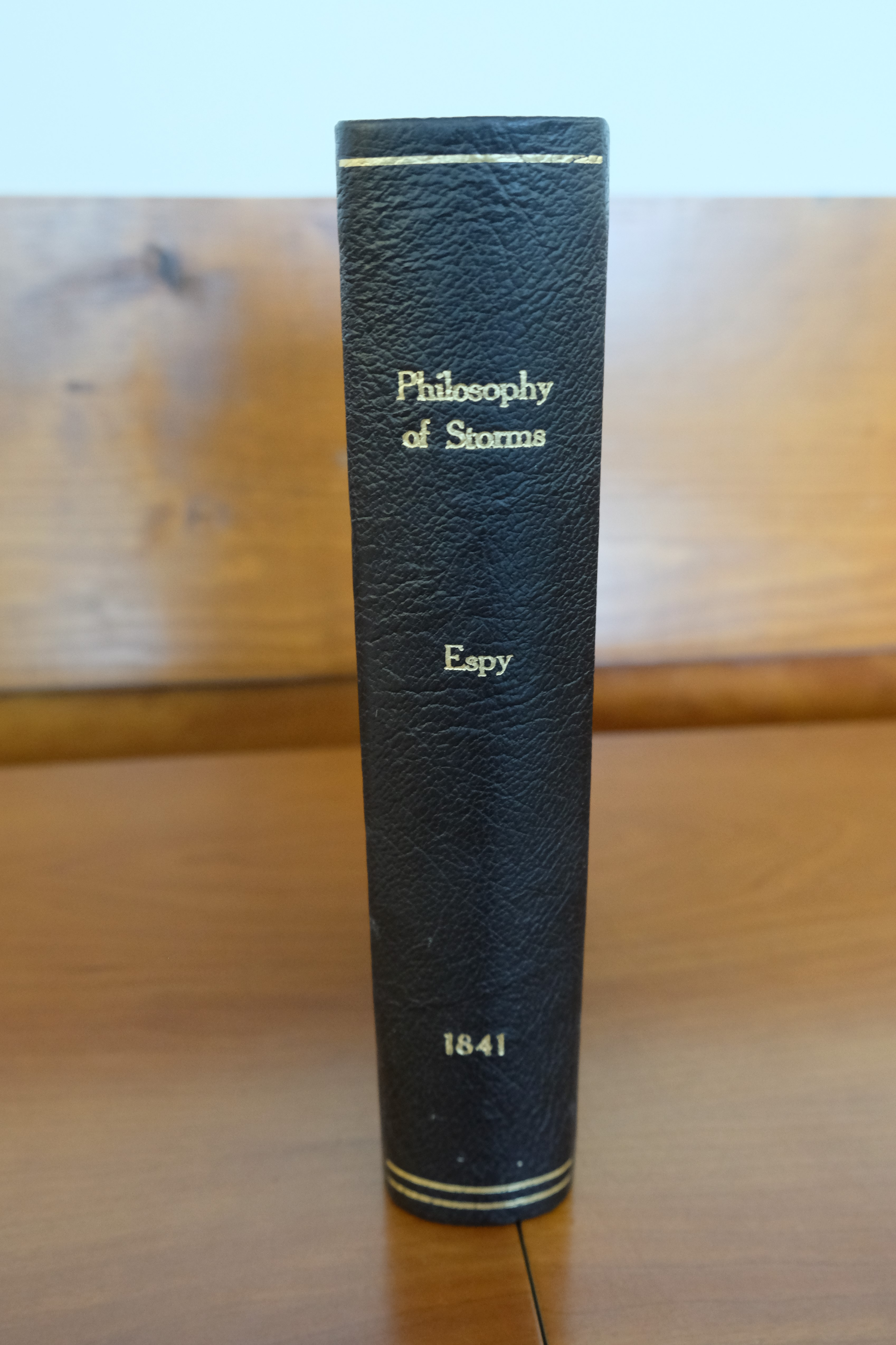
Philosophy of Storms

- Theory of rain, hail, snow and the water spout, deduced from the latent caloric of vapour and the specific caloric of atmospheric air. In: Transactions of the Geological Society of Pennsylvania, Band 1, Teil 2, 1835, doi:10.5962/bhl.title.83715, S. 342–346.
- Theory of rain, hail, and snow, water-spouts, land-spouts, variable winds, and barometric fluctuations. Philadelphia 1836, OCLC 489056079.
- Philosophy of Storms. Charles C. Little and James Brown, Boston 1841.
- The Human Will: A Series of Posthumous Essays on Moral Accountability, the Legitimate Object of Punishment, and the Powers of the Will. Office of the Dial, Cincinnati 1860 (postum).